# Europawahl in Irland 2024
- Unabh.: 2
- SF: 2
- LAB: 1
- FF: 4
- II: 1
- FG: 4

- Linke: 3
- S&D: 1
- RE: 6
- EVP: 4

Die Europawahl in Irland 2024 fand am 7. Juni als Teil der EU-weiten Europawahl 2024 statt. Sie war die zehnte Wahl zum Europäischen Parlament. In Irland wurden 14 der 720 Abgeordneten des Europaparlaments gewählt.

## Wahlsystem und Wahlkreise

Irland war in drei Mehrpersonenwahlkreise geteilt: Dublin, South, und Midlands-North West

Gewählt wurde in Mehrpersonenwahlkreisen mit übertragbarer Einzelstimmgebung. Die Zahl der irischen Abgeordneten war von 13 auf 14 erhöht worden, die Einteilung bei drei Wahlkreisen (Wahlkreise in der Größe wie bei der Wahl 2014) jedoch blieb:
| Wahlkreis           | Gebiete        | Gebiete | Sitze                                                  | Bild |
| ------------------- | -------------- | --- | ------------------------------------------------------ | ---- |
| Dublin              | 1979 bis 1994  | County Dublin | 4 (1979 bis 2009) 3 (2009 bis 2020) 4 (2020 bis jetzt) |      |
| Dublin              | 1994 bis jetzt | County Dún Laoghaire-Rathdown, County Fingal, County South Dublin und Dublin | 4 (1979 bis 2009) 3 (2009 bis 2020) 4 (2020 bis jetzt) |      |
| Midlands-North-West | 2014 bis 2019  | County Cavan, County Donegal, County Galway, County Kildare, County Laois, County Leitrim, County Longford, County Louth, County Mayo, County Meath, County Monaghan, County Offaly, County Roscommon, County Sligo, County Westmeath und Galway | 4 (2014 bis 2024) 5 (2024 bis jetzt)                   |      |
| Midlands-North-West | 2019 bis 2024  | County Laois und County Offaly wurden in den Wahlkreis South integriert | 4 (2014 bis 2024) 5 (2024 bis jetzt)                   |      |
| Midlands-North-West | 2024 bis jetzt | County Laois und County Offaly wurden wieder in den Wahlkreis Midlands-North-West integriert | 4 (2014 bis 2024) 5 (2024 bis jetzt)                   |      |
| South               | 2004 bis 2014  | County Cork, County Kerry, County Limerick, County Tipperary, County Waterford, Cork, Limerick, und Waterford | 3 (2004 bis 2014) 4 (2014 bis 2020) 5 (2020 bis jetzt) |      |
| South               | 2014 bis 2019  | County Carlow, County Kilkenny, County Wexford und County Wicklow kamen vom aufgelösten Wahlkreis East sowie das County Clare vom aufgelösten Wahlkreis North-West                                                                               | 3 (2004 bis 2014) 4 (2014 bis 2020) 5 (2020 bis jetzt) |      |
| South               | 2019 bis 2024  | County Laois und County Offaly wurden in den Wahlkreis South integriert | 3 (2004 bis 2014) 4 (2014 bis 2020) 5 (2020 bis jetzt) |      |
| South               | 2024 bis jetzt | County Laois und County Offaly wurden wieder in den Wahlkreis Midlands-North-West integriert | 3 (2004 bis 2014) 4 (2014 bis 2020) 5 (2020 bis jetzt) |      |

## Ausgangslage

### Scheidendes Parlament
| Fraktion                       | Fraktion                                      | Mandate | Partei      | Partei                | Mandate |
| ------------------------------ | --------------------------------------------- | ------- | ----------- | --------------------- | ------- |
|                                | Fraktion der Europäischen Volkspartei         | 5 / 13  |             | Fine Gael             | 5 / 13  |
|                                | Die Linke im Europäischen Parlament – GUE/NGL | 4 / 13  |             | Independents 4 Change | 2 / 13  |
|                                | Die Linke im Europäischen Parlament – GUE/NGL | 4 / 13  | Sinn Féin   | 1 / 13                |         |
|                                | Die Linke im Europäischen Parlament – GUE/NGL | 4 / 13  | Unabhängige | 1 / 13                |         |
|                                | Renew Europe                                  | 2 / 13  |             | Fianna Fáil           | 2 / 13  |
|                                | Die Grünen/Europäische Freie Allianz          | 2 / 13  |             | Green Party           | 2 / 13  |
|                                |                                               |         |             |                       |         |
| Quelle: Europäisches Parlament |                                               |         |             |                       |         |

### Listen und Parteien
| Liste | Liste                           | Europapartei | Parteiführer                                          |
| ----- | ------------------------------- | ------------ | ----------------------------------------------------- |
|       | Fine Gael                       | EVP          | Simon Harris                                          |
|       | Fianna Fáil                     | ALDE         | Micheál Martin                                        |
|       | Independents 4 Change           | –            | –                                                     |
|       | Green Party                     | EGP          | Eamon Ryan                                            |
|       | Sinn Féin                       | –            | Mary Lou McDonald                                     |
|       | Labour Party                    | SPE          | Ivana Bacik                                           |
|       | People Before Profit/Solidarity | –            | kollektive Führung                                    |
|       | Aontú                           | –            | Peadar Tóibín                                         |
|       | National Party                  | –            | James Reynolds oder Justin Barrett (beide umstritten) |
|       | Irish Freedom Party             | –            | Hermann Kelly                                         |
|       | Rabharta                        | –            | Lorna Bogue                                           |
|       | Social Democrats                | –            | Holly Cairns                                          |
|       | Ireland First                   | –            | Derek Blighe                                          |
|       | Independent Ireland             | –            | Michael Collins                                       |
|       | The Irish People                | –            | –                                                     |

### Kandidaten
| Partei                             | Partei                             | Dublin                                                                                  | Midlands-North-West | South                                                                                               |
| ---------------------------------- | ---------------------------------- | --------------------------------------------------------------------------------------- | --- | --------------------------------------------------------------------------------------------------- |
|                                    | Fine Gael                          | Regina Doherty                                                                          | Nina Carberry Maria Walsh * | Seán Kelly * John Mullins                                                                           |
|                                    | Fianna Fáil                        | Barry Andrews *                                                                         | Niall Blaney Lisa Chambers Barry Cowen                                                                                            | Billy Kelleher * Cynthia Ní Mhurchú                                                                 |
|                                    | Green Party                        | Ciarán Cuffe *                                                                          | Pauline O’Reilly | Grace O’Sullivan *                                                                                  |
|                                    | Independents 4 Change              | Clare Daly *                                                                            | | Mick Wallace *                                                                                      |
|                                    | Sinn Féin                          | Lynn Boylan Daithí Doolan                                                               | Michelle Gildernew Chris MacManus *                                                                                               | Kathleen Funchion Paul Gavan                                                                        |
|                                    | Labour Party                       | Aodhán Ó Ríordáin                                                                       | Fergal Landy | Niamh Hourigan                                                                                      |
|                                    | People Before Profit/Solidarity    | Bríd Smith                                                                              | Brian O’Boyle | Cian Prendiville                                                                                    |
|                                    | Social Democrats                   | Sinéad Gibney                                                                           | Rory Hearne | Susan Doyle                                                                                         |
|                                    | Aontú                              | Aisling Considine                                                                       | Peadar Tóibín | Patrick Murphy                                                                                      |
|                                    | National Party                     | Rebecca Barrett Patrick Quinlan                                                         | Justin Barrett James Reynolds | |
|                                    | Irish Freedom Party                | Diarmaid Ó Conoráin                                                                     | Hermann Kelly | Michael Leahy                                                                                       |
|                                    | Rabharta                           | Robin Cafolla                                                                           | | Lorna Bogue                                                                                         |
|                                    | Ireland First                      | Philip Dwyer                                                                            | Margaret Maguire | Derek Blighe                                                                                        |
|                                    | Independent Ireland                | Niall Boylan                                                                            | Ciaran Mullooly | Eddie Punch                                                                                         |
|                                    | The Irish People                   | Andy Heasman                                                                            | Anthony Cahill | Ross Lahive                                                                                         |
|                                    | Unabhängiger                       | Umar Al-Qadri Conor Murphy Eamonn Murphy Brendan Ogle Stephen O’Rourke Malachy Steenson | Peter Casey Luke Flanagan * Stephen Garland Charlotte Keenan Saoirse McHugh Daniel Pocock Michelle Smith Gerry Waters John Waters | Graham de Barra Christopher V.S. Doyle Mary Fitzgibbon Una McGurk Michael McNamara Ciaran O’Riordan |
|                                    |                                    |                                                                                         | | |
| Anzahl der Kandidaten je Wahlkreis | Anzahl der Kandidaten je Wahlkreis | 23                                                                                      | 27 | 23                                                                                                  |
| Anzahl der Kandidaten gesamt       | Anzahl der Kandidaten gesamt       | 73                                                                                      | 73 | 73                                                                                                  |

### Ausscheidende Europaabgeordnete
| Name               | Partei | Partei    | EP-Fraktion | EP-Fraktion | Wahlkreis           | bekannt gegeben am |
| ------------------ | ------ | --------- | ----------- | ----------- | ------------------- | ------------------ |
| Deirdre Clune      |        | Fine Gael |             | EVP         | South               | 15. November 2023  |
| Frances Fitzgerald |        | Fine Gael |             | EVP         | Dublin              | 6. November 2023   |
| Colm Markey        |        | Fine Gael |             | EVP         | Midlands-North-West | 23. März 2024      |

## Umfragen
| Datum                      | Institut                     | Teilnehmer                   | SF   | FF   | FG   | GP   | LAB | SD  | PBP–S | Aontú | II | I4C | Sonst. | Unabh. |
| -------------------------- | ---------------------------- | ---------------------------- | ---- | ---- | ---- | ---- | --- | --- | ----- | ----- | -- | --- | ------ | ------ |
| 22. Mai 2024               | Red C/Business Post          | 1.021                        | 21   | 14   | 20   | 5    | 3   | 5   | 4     | 3     | 4  | 4   | 4      | 21     |
| 15. Mai 2024               | Ipsos B&A/Irish Times        | 1.500                        | 16   | 22   | 19   | 4    | 6   | 5   | 4     | 3     | 4  | 21  | 21     | 21     |
| 7. Mai 2024                | TheJournal.ie/Ireland Thinks | 1.633                        | 22   | 16   | 19   | 6    | 3   | 5   | 2     | 4     | 24 | 24  | 24     | 24     |
| 6. April bis 7. April 2024 | TheJournal.ie/Ireland Thinks | 1.334                        | 23   | 17   | 20   | 6    | 3   | 6   | 3     | 5     | 2  | 2   | 2      | 15     |
| 24. Februar 2024           | TheJournal.ie/Ireland Thinks | 1.255                        | 26   | 19   | 19   | 6    | 4   | 4   | 3     | 3     | 3  | 3   | 3      | 16     |
| 8. Februar 2020            | Wahlen zum Dáil Éireann 2020 | Wahlen zum Dáil Éireann 2020 | 24,5 | 22,2 | 20,9 | 7,1  | 4,4 | 2,9 | 2,6   | 1,9   | –  | 0,4 | 2,8    | 12,2   |
| 24. Mai 2019               | Europawahl 2019              | Europawahl 2019              | 11,7 | 16,6 | 29,6 | 11,4 | 3,1 | 1,2 | 2,3   | –     | –  | 7,4 | 1,0    | 15,7   |

## Ergebnis
| Listen            | Listen                          | Stimmen   | %    | +/-  | Mandate | +/- |
| ----------------- | ------------------------------- | --------- | ---- | ---- | ------- | --- |
|                   | Fine Gael                       | 362.766   | 20,8 | ▼8,8 | 4       | ▼1  |
|                   | Fianna Fáil                     | 356.794   | 20,4 | ▲3,8 | 4       | ▲2  |
|                   | Sinn Féin                       | 194.403   | 11,1 | ▼0,6 | 2       | ▲1  |
|                   | Independent Ireland             | 108.685   | 6,2  | Neu  | 1       | Neu |
|                   | Green Party                     | 93.575    | 5,4  | ▼6,0 | –       | ▼2  |
|                   | Independents 4 Change           | 79.658    | 4,6  | ▼2,8 | –       | ▼2  |
|                   | Aontú                           | 65.559    | 3,8  | Neu  | –       | Neu |
|                   | Labour Party                    | 58.975    | 3,4  | ▲0,3 | 1       | ▲1  |
|                   | Social Democrats (SD)           | 51.571    | 3,0  | ▲1,8 | –       | ▬   |
|                   | Ireland First                   | 32.667    | 1,9  | Neu  | –       | Neu |
|                   | People Before Profit/Solidarity | 31.802    | 1,8  | ▼0,5 | –       | ▬   |
|                   | Irish Freedom Party             | 29.709    | 1,7  | Neu  | –       | Neu |
|                   | National Party                  | 12.879    | 0,7  | Neu  | –       | Neu |
|                   | Rabharta                        | 11.302    | 0,6  | Neu  | –       | Neu |
|                   | The Irish People                | 11.024    | 0,6  | Neu  | –       | Neu |
|                   | Unabhängige                     | 243.861   | 14,0 | ▼1,7 | 2       | ▲1  |
| Gesamt            | Gesamt                          | 1.745.230 | 100  |      | 14      | ▲1  |
|                   |                                 |           |      |      |         |     |
| Ungültige Stimmen | Ungültige Stimmen               | 54.996    | 3,1  | ▼1,1 |         |     |
| Wähler            | Wähler                          | 1.800.226 | 50,6 | ▲0,9 |         |     |
| Wahlberechtigte   | Wahlberechtigte                 | 3.554.450 |      |      |         |     |

## Gewählte Abgeordnete
| Partei | Partei              | Dublin            | Midlands-North-West       | South                             | Gesamt | ±  |
| ------ | ------------------- | ----------------- | ------------------------- | --------------------------------- | ------ | -- |
|        | Fine Gael           | Regina Doherty    | Nina Carberry Maria Walsh | Seán Kelly                        | 4      | ▼1 |
|        | Fianna Fáil         | Barry Andrews     | Barry Cowen               | Billy Kelleher Cynthia Ní Mhurchú | 4      | ▲2 |
|        | Sinn Féin           | Lynn Boylan       | –                         | Kathleen Funchion                 | 2      | ▲1 |
|        | Independent Ireland | –                 | Ciaran Mullooly           | –                                 | 1      | ▲1 |
|        | Labour Party        | Aodhán Ó Ríordáin | –                         | –                                 | 1      | ▲1 |
|        | Unabhängige         | –                 | Luke Flanagan             | Michael McNamara                  | 2      | ▲1 |

## Fraktionen im Europäischen Parlament

### Nach Parteien
| Partei                         | Partei                         | Mandate | Fraktion |
| ------------------------------ | ------------------------------ | ------- | -------- |
|                                | Fine Gael                      | 4 / 14  | EVP      |
|                                | Fianna Fáil                    | 4 / 14  | RE       |
|                                | Sinn Féin                      | 2 / 14  | GUE/NGL  |
|                                | Independent Ireland            | 1 / 14  | RE       |
|                                | Labour Party                   | 1 / 14  | S&D      |
|                                | Unabhängige (Luke Flanagan)    | 1 / 14  | GUE/NGL  |
|                                | Unabhängige (Michael McNamara) | 1 / 14  | RE       |
|                                |                                |         |          |
| Quelle: Europäisches Parlament |                                |         |          |

### Nach Fraktionen
| Fraktion | Fraktion                                                  | Sitze  | Sitze | Sitze   |
| Fraktion | Fraktion                                                  | Anzahl | +/−   | %       |
| -------- | --------------------------------------------------------- | ------ | ----- | ------- |
|          | Renew Europe (RE)                                         | 6      | ▲4    | 42,8 %  |
|          | Europäische Volkspartei (EVP)                             | 4      | ▼1    | 28,6 %  |
|          | Die Linke im Europäischen Parlament – GUE/NGL (Die Linke) | 3      | ▼1    | 21,4 %  |
|          | Progressive Allianz der Sozialdemokraten (S&D)            | 1      | ▲1    | 7,1 %   |
|          | Die Grünen/Europäische Freie Allianz (Grüne/EFA)          | 0      | ▼2    | 0 %     |
|          | Europäische Konservative und Reformer (EKR)               | 0      | ▬     | 0 %     |
|          | Identität und Demokratie (ID)                             | 0      | ▬     | 0 %     |
|          | fraktionslos                                              | 0      | ▬     | 0 %     |
| Gesamt   | Gesamt                                                    | 14     | ▲1    | 100,0 % |

Sonstige: Neue Mitglieder, die keiner Fraktion des scheidenden Parlaments angehören